# Rómulo Sánchez
Rómulo Ignacio Sánchez Oviedo (né le 28 avril 1984 à Carora, Lara, Venezuela) est un lanceur de relève droitier des Ligues majeures de baseball sous contrat chez les Rays de Tampa Bay.
Il joue en 2011 pour les Tohoku Rakuten Golden Eagles au Japon.

## Carrière
En 2002, Rómulo Sánchez signe à l'âge de 17 ans son premier contrat avec les Dodgers de Los Angeles. Après avoir brièvement évolué en ligue mineure dans l'organisation des Dodgers, il est libéré de son contrat en 2004 et signe peu après avec les Pirates de Pittsburgh.
Sanchez est promu dans les majeures en 2007 et effectue le 26 août de cette année-là sa première sortie pour les Pirates, dans un match contre les Astros de Houston. Sa première décision dans les grandes ligues est une victoire, le 14 septembre contre Houston. Il complète l'année avec une fiche de 1-0 et une moyenne de points mérités de 5,00 en 16 sorties pour Pittsburgh.
En 2008, il effectue 10 sorties avec les Pirates, sans être impliqué dans une décision. Il affiche une moyenne de 4,05 avec un sauvetage, son premier dans les majeures réussi le 1er juillet à Cincinnati. Sanchez porte le dossard numéro 58 durant son séjour à Pittsburgh.
Il commence la saison 2009 dans les mineures, au niveau AAA, avec les Indians d'Indianapolis mais est échangé par les Pirates le 16 mai. Il passe aux Yankees de New York en retour d'un autre lanceur, Eric Hacker.
Rómulo Sánchez revient dans les majeures en 2010 pour les Yankees, avec qui il porte le numéro d'uniforme 47.
En 2011, il rejoint les Tohoku Rakuten Golden Eagles au Japon.
En janvier 2012, il signe un contrat des ligues mineures avec les Rays de Tampa Bay.